# Peixe-borboleta-de-recife
O peixe-borboleta-de-recife (Chaetodon sedentarius), também conhecido como mariposa, peixe-borboleta-sedentário, peixe-borboleta-creme ou peixe-borboleta-do-Atlântico, é uma espécie de peixe-borboleta nativo de recifes da costa atlântica americana. Podendo ser encontrado entre 5 a 92 metros de profundidade.

## Taxonomia
Foi descrito pelo naturalista cubano Felipe Poey, no ano de 1860, tendo a sua localidade tipo em Cuba.

## Aparência
Um peixe pequeno de corpo fino que pode chegar a medir entre 8 a 15 centímetros. Possui uma coloração de fundo bege-amarelado, lateral do corpo e ventre pálidos, uma barra vertical marrom na cabeça, passando pelos olhos e outra, inclinada, passando no final da dorsal, no pedúnculo caudal e anal. Nadadeira caudal e pélvica brancas. Os jovens são muito idênticos aos adultos, mas possuem uma pinta discreta na dorsal.

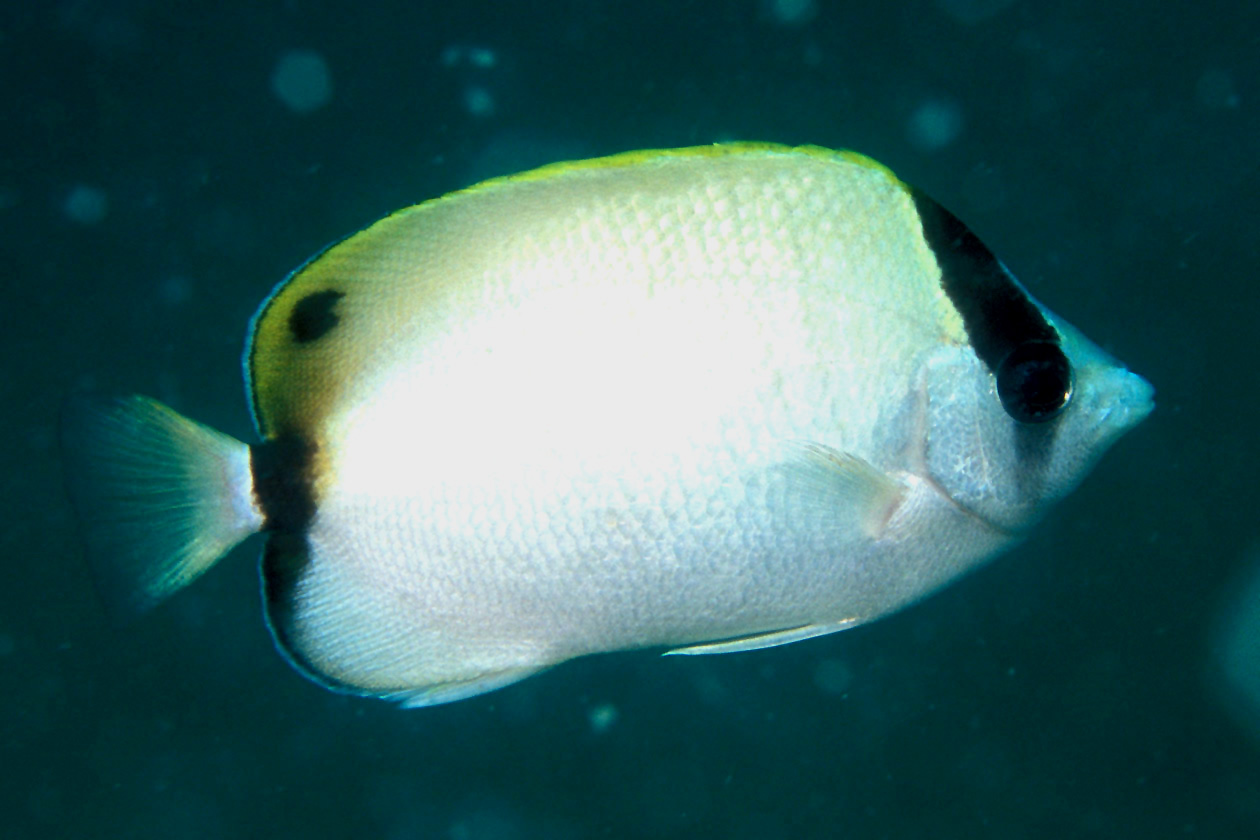
Exemplar jovem em Arraial do Cabo.

## Biologia

### Na natureza
Vivem em cardumes próximos à recifes e costões, mas podem ser vistos aos pares durante a desova. Se alimentam de algas e larvas do plâncton. Podem ser vistos se mesclando com outros cardumes de peixes.

### Em cativeiro
São peixes calmos e raramente ariscos, se dão bem com os companheiros do aquário, são um dos poucos peixes-borboleta que são considerados reef safe (seguro para corais), pois não incomodam os pólipos.

## Distribuição
São encontrados no Atlântico Ocidental, da Carolina do Norte a São Paulo, incluindo o Golfo do México, Caribe e as Antilhas. Recentemente foram avistados no norte do Atlântico Oriental, nos Açores.

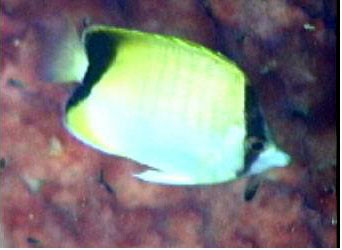
Exemplar fotografado na Flórida.

## Usos humanos
São frequentemente capturados para o comercio de aquários. É uma espécie de grande acesso para aquaristas brasileiros.